# Baron of Renfrew
Pour les articles homonymes, voir Renfrew.

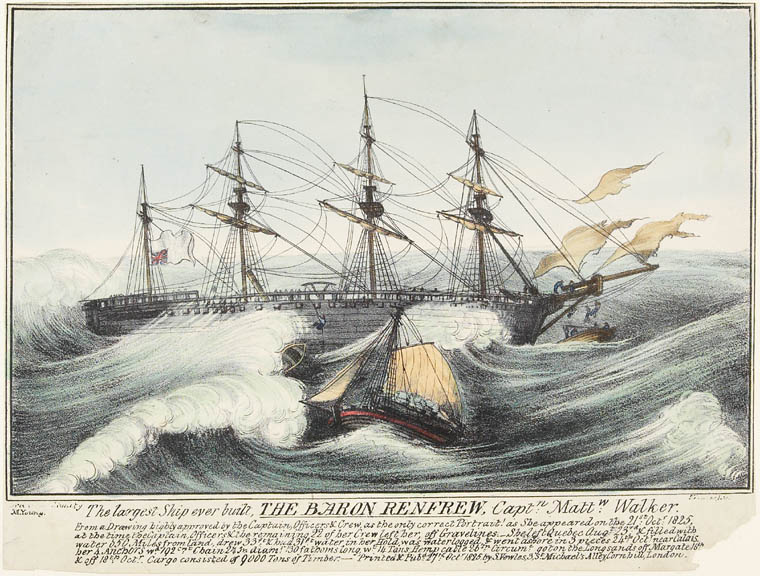
Le Baron of Renfrew dans la tempête.

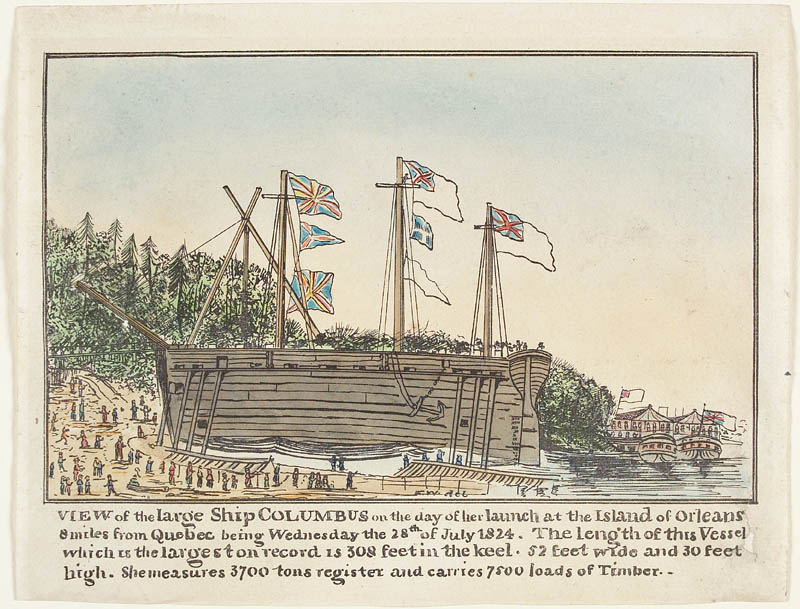
Mise à l'eau du Columbus le 28 juillet 1824 à Sainte-Pétronille, île d'Orléans.

Le Baron of Renfrew (de même que le Columbus de  1824), construit en 1825 aux chantiers maritimes de Charles Wood, sis à l'anse du Fort, à Sainte-Pétronille, île d'Orléans, au Québec, était un gigantesque voilier à quatre mâts — en réalité un radeau de flottage en bois amélioré, ou navire jetable (Disposable ship)— qui mesurait plus de 90 mètres et jaugeait entre 4 000 et 6 000 tonneaux.

« Dimension extraordinaire du bâtiment de transport le Baron of Renfrew, lancé à l'eau à Québec le 25 juin 1825. Longueur 309 pieds, largeur 80, profondeur 38 intérieurement, et 57 en dehors ; poids de sa grande ancre, 4 tonneaux et demi ou neuf milliers ; tonnage, 5 888 tonneaux ; hauteur prise du haut du couronnement de la quille, 50 pieds ; hauteur du grand mât au-dessus du pont, 75 pieds ; longueur de la grande vergue, 73 pieds ; longueur du beaupré, 60 pieds ; tirant d'eau avec sa charge, 24 pieds ; hauteur du taille-mer, 28 pieds ; diamètre de son câble de chanvre, 27 pouces ; longueur dudit 100 brasses ; longueur des anneaux 14 pouces ; cargaison à bord lorsqu'il a été lancé, 4 000 tonneaux bois de construction ; complément de la cargaison de 8 000 à 9 000 tonneaux ; trente tours du cabestan équivalent à un mille ; neuf fois le tour du vaisseau équivalent à un mille ; cinq fois la surface du pont équivalent à un acre. Il est entré dans sa construction trois mille pesant de bois, 18 tonneaux de fil de caret et 125 tonneaux de fer. Il a en largeur 5 pieds de plus que le Colombus et 5 pieds de plus en profondeur ; ce bâtiment se présente beaucoup mieux sur l'eau que le Colombus. »

— Globe and Traveller.
Ces navires jetables, le Baron of Renfrew de même que le Columbus de 1824, construits grossièrement, peu sûrs, à fond plat et chargés à pleine capacité de bois de charpente, étaient destinés à une carrière éphémère puisque, pour éviter de payer une taxe anglaise, ils devaient être démontés dès leur arrivée en Angleterre afin que les structures du bateau et leur chargement puissent être vendus rapidement comme bois de marine. 
Ces deux très grands navires, les plus gros navires en bois construits au cours du XIXe siècle[réf. nécessaire], semble-t-il, auront donc eu une vie fort brève : le Baron of Renfrew, qui avait quitté Québec le 23 août 1825, s'échoua et se démembra dans le pas de Calais le 24 octobre de la même année. Sa cargaison fut récupérée. Quant au Columbus, qui avait quitté Québec le 5 septembre 1824 et rejoint sa destination le 1er novembre, il fit naufrage dans la Manche, le 17 mai 1825, au début d'une nouvelle traversée que ses propriétaires avaient décidé d'effectuer, dans l'espoir d'aller chercher une nouvelle cargaison de bois aussi rentable que la première.